# Ermershausen
Ermershausen é um município da Alemanha, localizado no distrito de Haßberge, no estado de Baviera.